# Otto Floersheim
Otto Floersheim (Aquisgrà, 2 de març de 1853 - 1917) fou un compositor i musicòleg alemany del Romanticisme.
Estudià al Conservatori de Colònia amb Ferdinand Hiller i el 1875 passà a Nova York, on fou redactor del Musical Courier des de 1880 fins a 1894 i després el seu corresponsal a Berlín de 1894 a 1904. Es va retirar després a Ginebra. És conegut per la seva crítica virulent d'Una vida d'heroi de Richard Strauss: «aquesta suposada simfonia… revolucionària en tots els sentits de la paraula. El capítol de tot el que és lleig, cacafònic, flagrant i erràtic, la música més perversa que he sentit mai de tota la vida, he trobat en Una vida d'heroi. L’home que va escriure aquest soroll escandalosament horrible, que ja no mereix la paraula música, és un boig o bé s’acosta ràpidament a l'idiocia».
Va compondre diverses obres simfòniques, altres per a orquestra i orgue, música de cambra, peces per a piano, melodies vocals, etc.